# Maybe (Thom-Pace-Lied)
Maybe ist ein Lied von Thom Pace, das im Mai 1979 als Single erschien und im selben Jahr auch auf dem gleichnamigen Album veröffentlicht wurde. Es war Thom Paces einziger Nummer-eins-Hit in Deutschland, der aber auch die Top Ten in Österreich und der Schweiz erreichte.

## Entstehung und Inhalt
Das Lied wurde bereits 1974 von Thom Pace selbst geschrieben und von Don Perry produziert. Die Pop-Ballade wird mit der Akustikgitarre und Streichern gespielt. Der Protagonist, der von sich beziehungsweise auch anderen Lebewesen im Plural spricht, lobt die Schönheit des Lebens in den Wäldern. Dieses Leben ist jedoch bedroht, demzufolge sehnt er sich nach einer Welt, in der er nicht fliehen muss und in Harmonie leben kann.
Der Song war zunächst für den Film When the Northwind Blows gedacht, wurde im selben Jahr jedoch als Medley Wear the Sun in Your Heart/Maybe im Film The Life and Times of Grizzly Adams eingesetzt. 1977 wurde er der Titelsong der zugehörigen Fernsehserie. Der Erfolg stellte sich jedoch erst 1979 nach der Veröffentlichung der Serie als Der Mann in den Bergen in Europa, so auch im deutschsprachigen Raum, ein. In der Serie wird James „Grizzly“ Adams eines Verbrechens beschuldigt, das er nicht begangen hat und versteckt sich daher in den Bergen.

## Veröffentlichung
Die Single erschien im Mai 1979 bei RSO Records in Großbritannien und Irland, im Juli 1979 auch im übrigen Europa. Auf der B-Seite befindet sich der Titel Friends.

## Kommerzieller Erfolg
Maybe erreichte Platz eins der deutschen Singlecharts und war vom 19. November 1979 bis 20. Januar 1980 neun Wochen dort platziert, insgesamt war der Titel 28 Chartwochen notiert. In Österreich erreichte er Platz acht (14 Chartwochen) und in der Schweiz Platz zwei (zwölf Chartwochen). Der Song war auch auf zahlreichen Kompilationen enthalten.
Am 21. Januar 1980 führte Thom Pace das Lied bei disco im ZDF auf. Ihm wurde dabei die in Deutschland erhaltene Goldene Schallplatte überreicht.
| ChartsChartplatzierungen     | Höchstplatzierung | Wochen |
| ---------------------------- | ----------------- | ------ |
| Deutschland (GfK)            | 1 (28 Wo.)        | 28     |
| Österreich (Ö3)              | 8 (14 Wo.)        | 14     |
| Schweiz (IFPI)               | 2 (9 Wo.)         | 9      |
| Vereinigtes Königreich (OCC) | 14 (15 Wo.)       | 15     |

| ChartsJahrescharts (1980) | Platzierung |
| ------------------------- | ----------- |
| Deutschland (GfK)         | 32          |

### Auszeichnungen für Musikverkäufe
| Land/Region        | Auszeichnungen für Musikverkäufe (Land/Region, Auszeichnung, Verkäufe) | Verkäufe |
| ------------------ | ---------------------------------------------------------------------- | -------- |
| Deutschland (BVMI) | Gold                                                                   | 250.000  |
| Insgesamt          | 1× Gold ·                                                              | 250.000  |

## Coverversionen
Eine deutschsprachige Coverversion von 1979 mit dem Titel Farben stammt von Siw Inger. Am 17. März 1980 sang sie den Titel in der ZDF-Hitparade, konnte sich jedoch nicht unter den ersten Drei platzieren. Weitere Versionen wurden von Declan, Siegfried Rauch (Frei sein – wie der Mann, der in den Bergen lebt), Dieter Hallervorden (Mausi), Hot Banditoz (Niños), Ireen Sheer (Sehnsucht), MontAnya (Glaubst Du), The Spotnicks, dem Disco Light Orchestra, Marco Bakker (Frei sein) sowie Michael Hirte (Der Mann in den Bergen) veröffentlicht.